# 제2차 데고 전투
제2차 데고 전투(Second Battle of Dego)는 프랑스 혁명 전쟁 중 1796년 4월 14일 ~ 15일 동안 북부 이탈리아 작은 마을 데고근처에서 프랑스군과 오스트리아-사르데냐 연합군이 맞붙은 전투로써 전투 결과 프랑스군의 승리로 끝났다.
이전 몬테노테 전투에서 오스트리아의 좌익을 보기좋게 격파한 나폴레옹 보나파르트는 계속해서 자신이 생각한 계획대로 추진하여 오스트리아와 피에몽테-사르데냐 군대를 분리시키기 위해 이들 두 군대를 연결하는 유일한 길이자 연결고리로써 갖고있으며, 방어하고 있던 데고를 점령하고자 했다.

## 참조
- Schels, J. B. 'Die Gefechte in den Apenninen, bei Voltri, Montenotte, Millessimo, Cossaria und Dego, im April 1796.' Oesterreichische Militärische Zeitschrift, Bd. 2 (1822): 123-217
- Boycott-Brown, M. The Road to Rivoli, London, Cassell, 2001
- Chandler, D. Dictionary of the Napoleonic wars. Wordsworth editions, 1999.
- Smith, D. The Greenhill Napoleonic Wars Data Book. Greenhill Books, 1998.